# Summer Nights
Summer Nights – singiel zespołu Survivor pochodzący z płyty Premonition, wydany w 1982 roku. Poprzedzał hit Eye of the Tiger. Dotarł do 62. miejsca na liście Billboard Hot 100.